# زن یکشنبه (فیلم)
زن یکشنبه (به انگلیسی: The Sunday Woman) فیلمی محصول سال ۱۹۷۵ و به کارگردانی لوئیجی کومنچینی است. در این فیلم بازیگرانی همچون مارچلو ماسترویانی، جکلین بیسیت، ژان-لویی ترنتینیان، اومرو آنتونوتی، جیجی بالیستا، کلودیو گورا، لینا ولونگی، پینو کاروسو و جوزپه آناترلی ایفای نقش کرده‌اند.